# 广州加拿大外籍人员子女学校

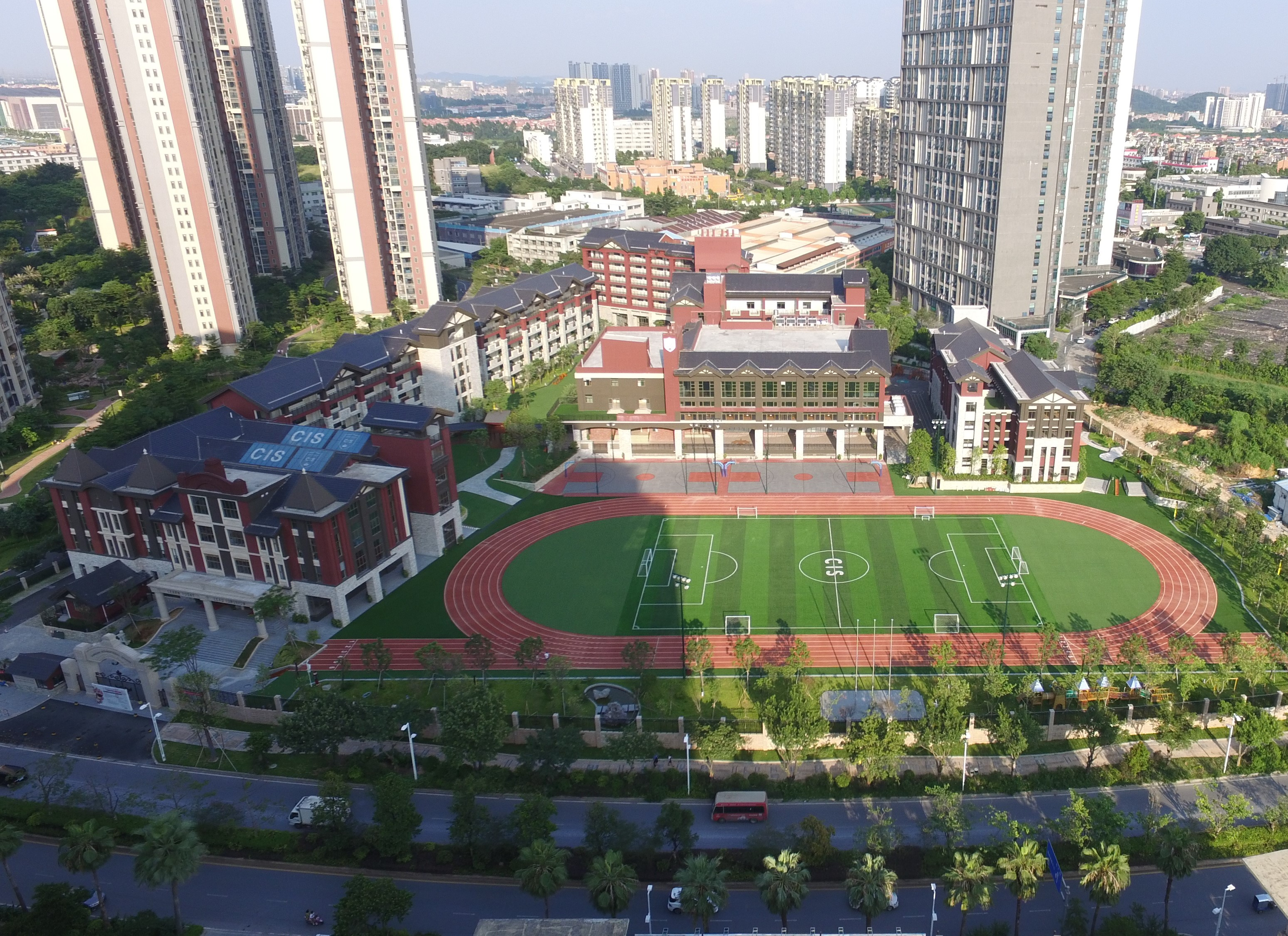
空中俯瞰校区

广州加拿大外籍人员子女学校（英語：Canadian International School of Guangzhou），是由广州市政府批准，广州市加至教育咨询有限公司投资建设和举办的一所外籍人员子女学校。学校办学层次为学前教育、小学至高中学历教育，主要招收对象为在广东省内合法居留的外籍人员的随行子女（外籍）。
广州加拿大国际学校是中国大陆地区第一个由加拿大艾伯塔省政府授权的国际学校，提供从学龄前到高中阶段的加拿大艾伯塔省课程，高中毕业生可以获得加拿大艾伯塔省的教育文凭，直申海外大学。
目前学校已有7届高中毕业生，毕业生就读学校包括多伦多大学、麦吉尔大学、艾伯塔大学、约克大学、华盛顿大学、墨尔本大学、华威大学、伦敦大学学院、帝国理工大学、香港理工大学、香港科技大学等。

## 照片集

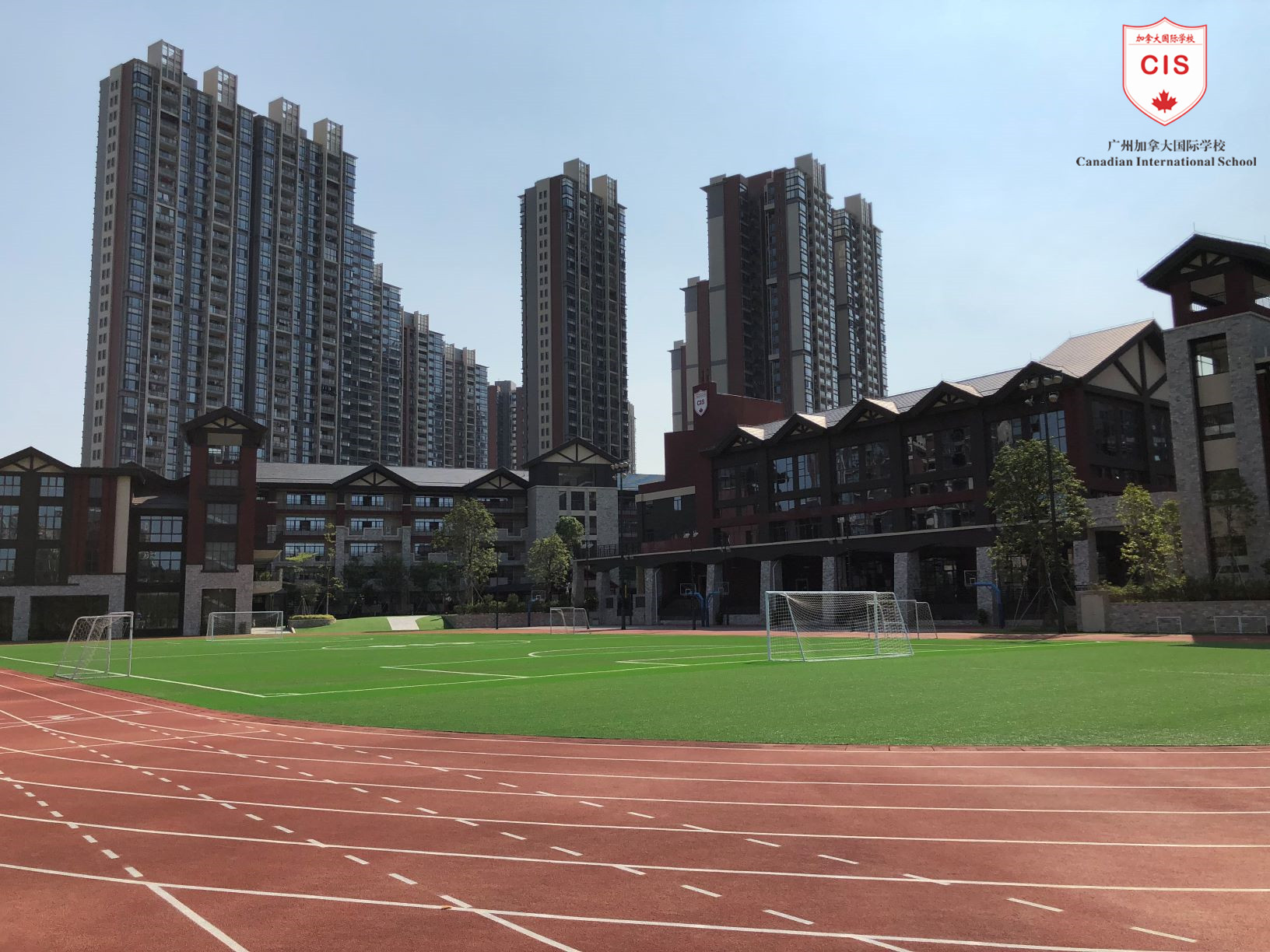
足球场
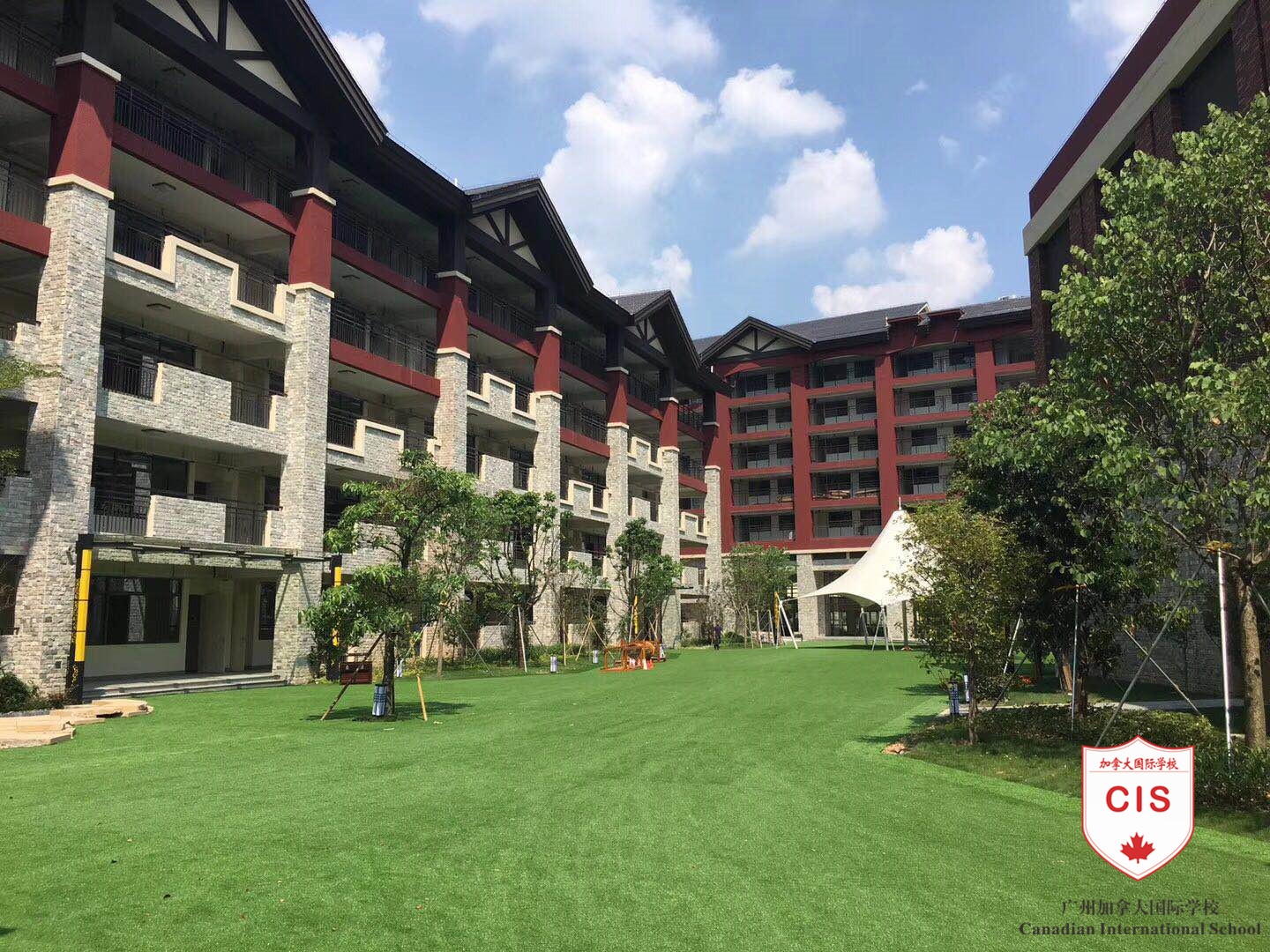
教学楼
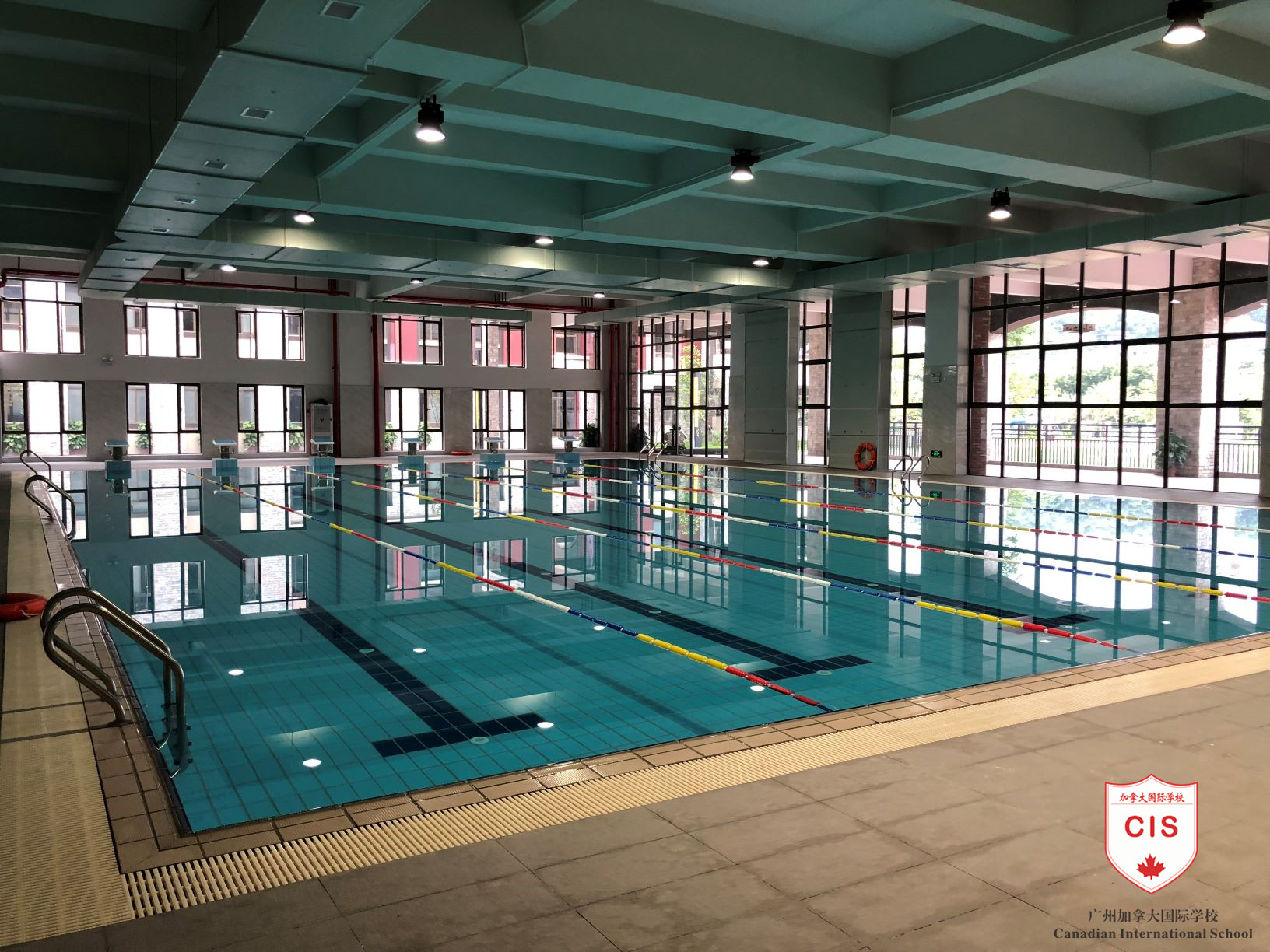
室内游泳馆
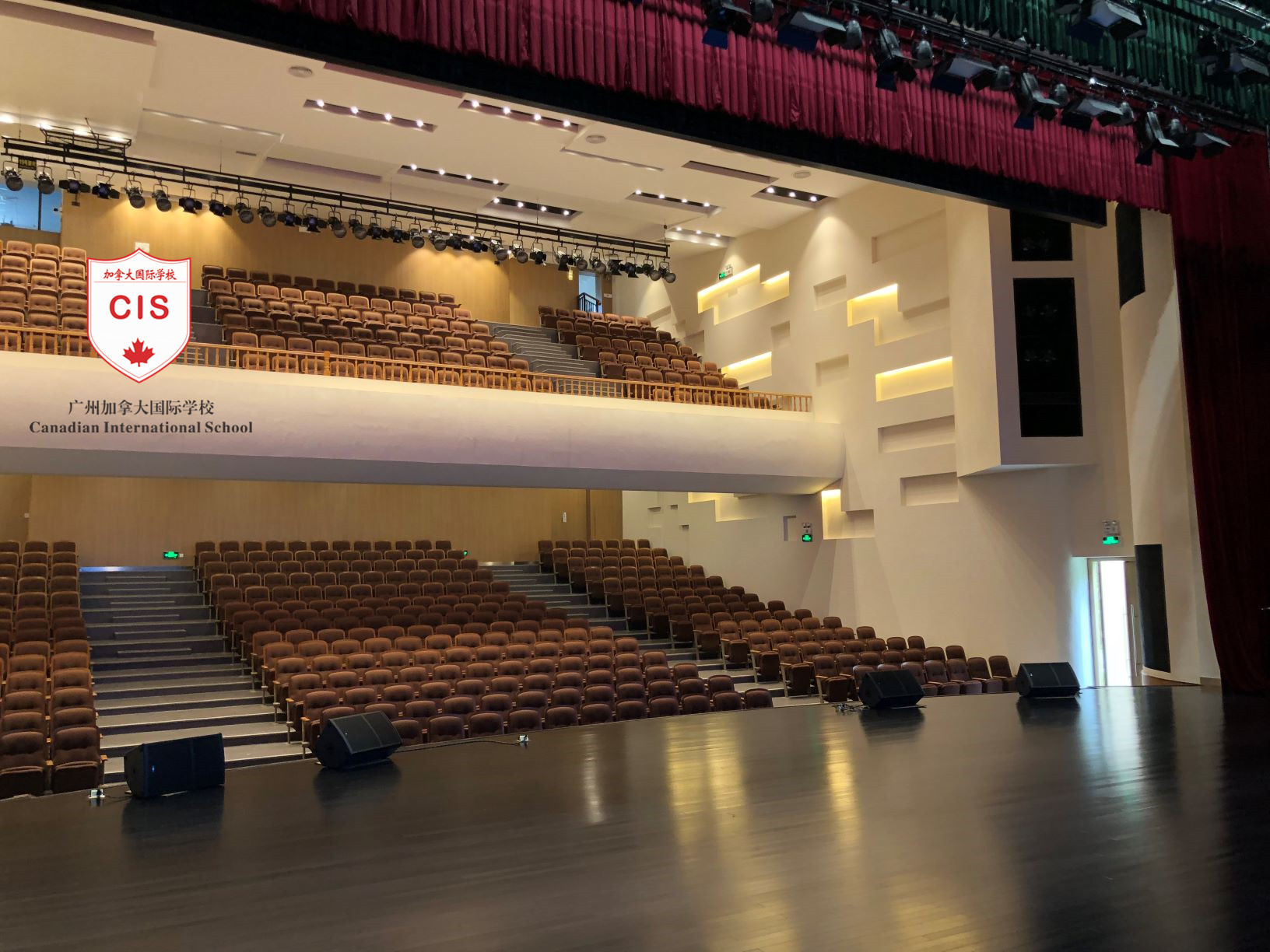
双层大礼堂

## 外部連結
- 官方网站
- 维基共享资源上的相關多媒體資源：广州加拿大外籍人员子女学校